# 杰克逊 (明尼苏达州)
傑克遜（英語：Jackson）是一個位於美國明尼蘇達州傑克遜縣的都市。根據2010年美國人口普查，該地共人口3299人，而該地的面積約為11.91平方千米。同時該地也是傑克遜縣的縣治。

## 地理
傑克遜的座標為43°37′15″N 94°59′19″W / 43.62083°N 94.98861°W，而該地的平均海拔高度為401米（即1316英尺）。